# Diel (Wyhorlat)
Diel (892 m n.p.m.) – szczyt górski we wschodniej części pasma górskiego Wyhorlat w Łańcuchu Wyhorlacko-Gutyńskim Wewnętrznych Karpat Wschodnich.
Piesze szlaki turystyczne:
- wieś Remetské Hámre – Motrogon – przełęcz Tri tably – Sninský kameň – Nežabec – Fedkov – przełęcz Strihovské sedlo – Jaseňovský vrch – Diel – Veľka Vavrová – Sokolovec – Podhoroď